# Andy Cohen
Andrew Joseph Cohen (sinh ngày 2/6/1968) là nam MC truyền hình, phát thanh viên, tác giả người Mỹ. Cohen sản xuất và dẫn chương trình mang tên mình là Watch What Happens Live with Andy Cohen. Anh là người đồng tính. 

## Danh sách phim

### Truyền hình
| Năm  | Tên                       | Vai           | Ghi chú                                        |
| ---- | ------------------------- | ------------- | ---------------------------------------------- |
| 2004 | Sex and the City          | Shoe Salesman | Mùa 6, tập 13: "Let There Be Light"            |
| 2014 | Alpha House               | (Chính mình)  | Mùa 2                                          |
| 2014 | The Comeback              | (Chính mình)  | Mùa 2 tập đầu                                  |
| 2014 | Sesame Street             | (Chính mình)  | [ 7 ]                                          |
| 2016 | Inside Amy Schumer        | (Chính mình)  | Mùa 4, tập "Rubbing Our Clips"                 |
| 2016 | Nightcap                  | (Chính mình)  | [ 9 ]                                          |
| 2017 | Unbreakable Kimmy Schmidt | (Chính mình)  | Mùa 3, tập 12: "Kimmy and the Trolley Problem" |
| 2017 | Difficult People          | (Chính mình)  | Mùa 3 tập cuối                                 |
| 2018 | Riverdale                 | (Chính mình)  | Mùa 2, tập 16: "Primary Colors"                |